# Пенлоп
Пенлоп (дзонґ-ке དཔོན་སློབ་, трансліт. dpon slob, латиніз. penlop) — титул правителя Бутану, відповідаючий князю чи губернатору. До об'єднання держави при першому королі династії Вангчуків Уг'єні Вангчуку пенлопи контролювали окремі частини країни. Сам Уг'єн Вангчук носив титул Тонгса-пенлопа (правитель області Тонгса), другим за значенням був Паро-пенлоп. Паро-пенлопи почали займати високі посади в уряді, нерідко в ранзі прем'єр-міністрів.